# 伊万·加齐迪斯
伊万·加齐迪斯（（中文名葛爱文）1964年9月13日—），南非裔希腊人。曾参与美国足球大联盟的建立并负责市场开发工作。他于2009年1月起正式担任阿森纳足球俱乐部的首席执行官。2018年9月，宣布离开阿森纳加盟AC米兰，担任俱乐部总经理，年薪达360万英镑。